# HMS Quality (G62)
«Кволіті» (англ. HMS Quality (G62) — військовий корабель, ескадрений міноносець типу «Q» Королівського військово-морського флоту Великої Британії за часів Другої світової війни та Королівського військово-морського флоту Австралії за роки Холодної війни.

## Історія створення
Ескадрений міноносець «Кволіті» закладений 10 жовтня 1940 року на верфі компанії Swan Hunter & Wigham Richardson у Волсенді. 6 жовтня 1941 року він був спущений на воду, а 7 вересня 1942 року увійшов до складу Королівських ВМС Великої Британії. 

## Історія служби
Есмінець брав участь у бойових діях на морі в Другій світовій війні, бився в Південній Атлантиці, в Середземному морі, на Тихому та Індійському океанах.

### 1944
25 липня 1944 року есмінець входив до складу ескортної групи британського флоту, що під командуванням адмірала Джеймса Сомервілля проводила операцію «Кримзон», метою якої було завдавання повітряних ударів по японських аеродромах в окупованих індонезійських містах Сабанг, Лхокнга та Кутараджа, що здійснювалися палубною авіацією з авіаносців в Індійському океані.

### 1945
6 липня есмінець «Кволіті» увійшов до складу угруповання флоту, що діяло проти японських військово-морських сил. Так, 17 липня кораблі та авіація союзників атакували цілі в Токіо та Йокогамі.

### Австралійський флот
8 жовтня 1945 року «Кволіті» став одним із п'яти кораблів класу Q, переданих Королівскому австралійському флоту на правах оренди. Передача дозволила повернути чотири есмінці класу «N» британському Королівському флоту. «Кволіті» ввели в експлуатацію 28 листопада. Корабель провів більшу частину своєї короткої кар'єри в австралійських водах, за винятком візитів на острів Манус і Нову Гвінею.